# 马拉·梅普尔斯
马拉·安·梅普尔斯（英語：Marla Ann Maples，1963年10月27日—），美国女演员和电视节目主持人，是唐纳德·特朗普的第二任妻子，二人于1993年结婚，于1999年离婚，育有一个女儿蒂芙尼·特朗普。